# Gruppo del Chambeyron
Gruppo del Chambeyron (fr. Massif de Chambeyron) – masyw alpejski, obejmujący Francję i Włochy, między masywem Escreins, Alpami Kotyjskimi i masywem Mercantour-Argentera. Zajmuje wysokie doliny, dolinę Ubaye, Val Maira, Val Varaita i Stura di Demont.

## Geologia

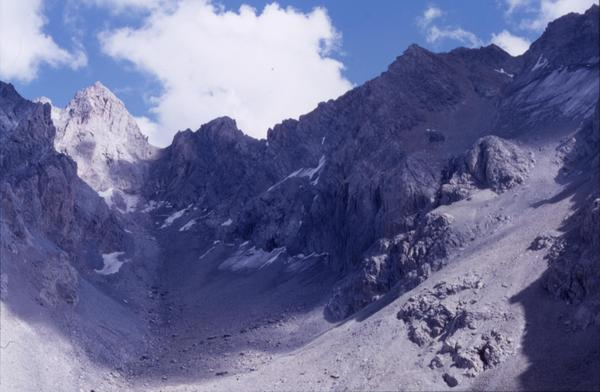
Widok na dolinę Chauvet i igłę Chambeyron

Masyw jest częścią Alp wewnętrznych i składa się głównie ze skał osadowych, w tym wapieni dolomitycznych i łupków metamorficznych.

## Zlodowacenie masywu
Masyw Chambeyron jest bardzo mało zlodowaciały. Większość lodowców jest zagrożona lub zaginęła w XX wieku. Pozostają tylko lodowce Marinet (północna strona igły Chambeyrona) i lodowiec Chauvet. Istnieje również obecność wielu lodowców skalnych.
Filar był w 1890 lodowcem i przedstawiono upadki seraków. Ostatnie oznaki aktywności lodowcowej pochodzą z lat 80. Na pierwszym planie znajduje się lodowiec Chauvet, który topi się na miejscu. Jest to pozostałość po odwrocie lodowca głównego w XX wieku.

## Turystyka
Turystyka jest słabo rozwinięta. Chodzi głównie o wędrówki letnie, zimowe i alpinistyczne.

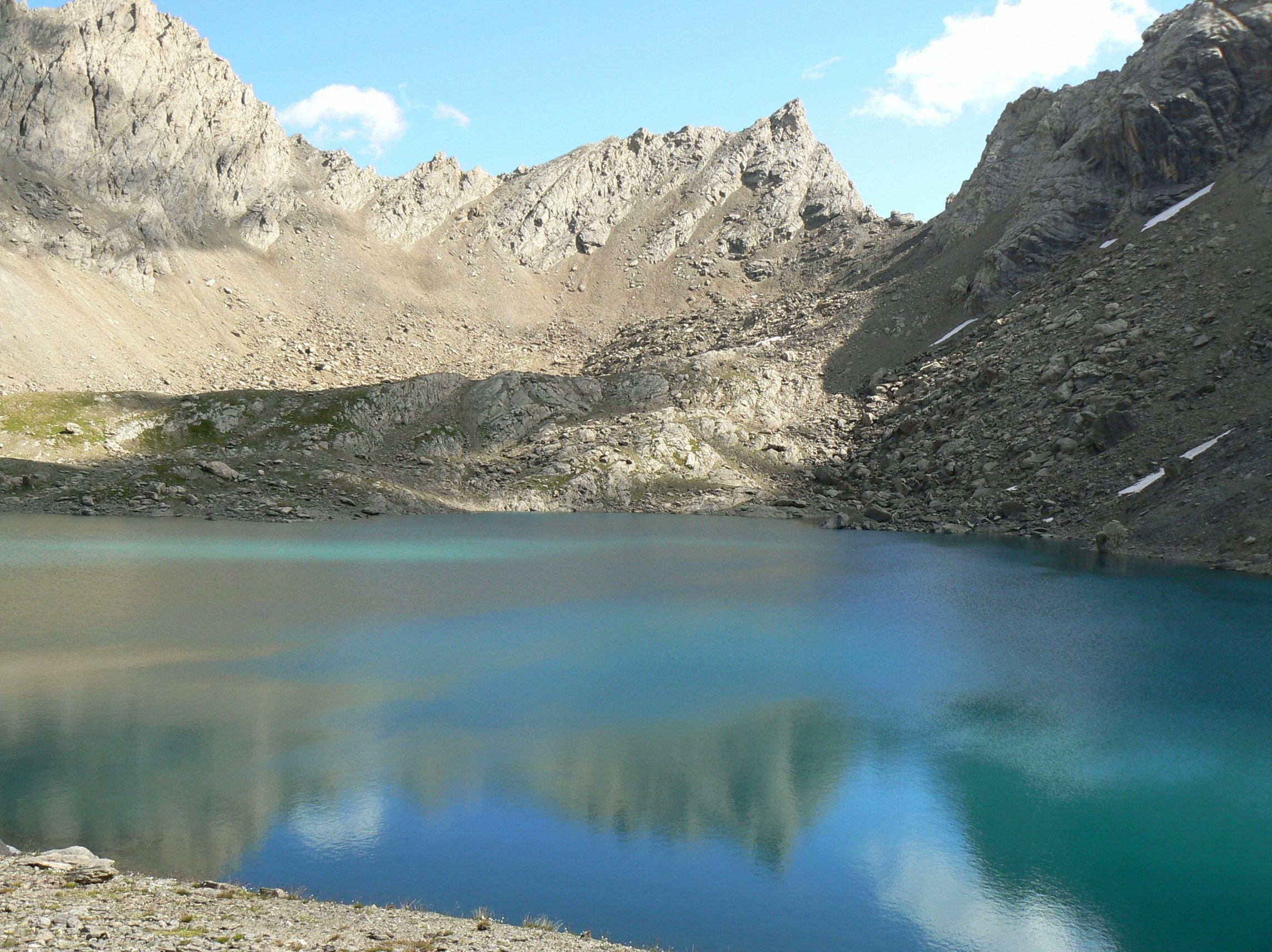
Masyw Chambeyron
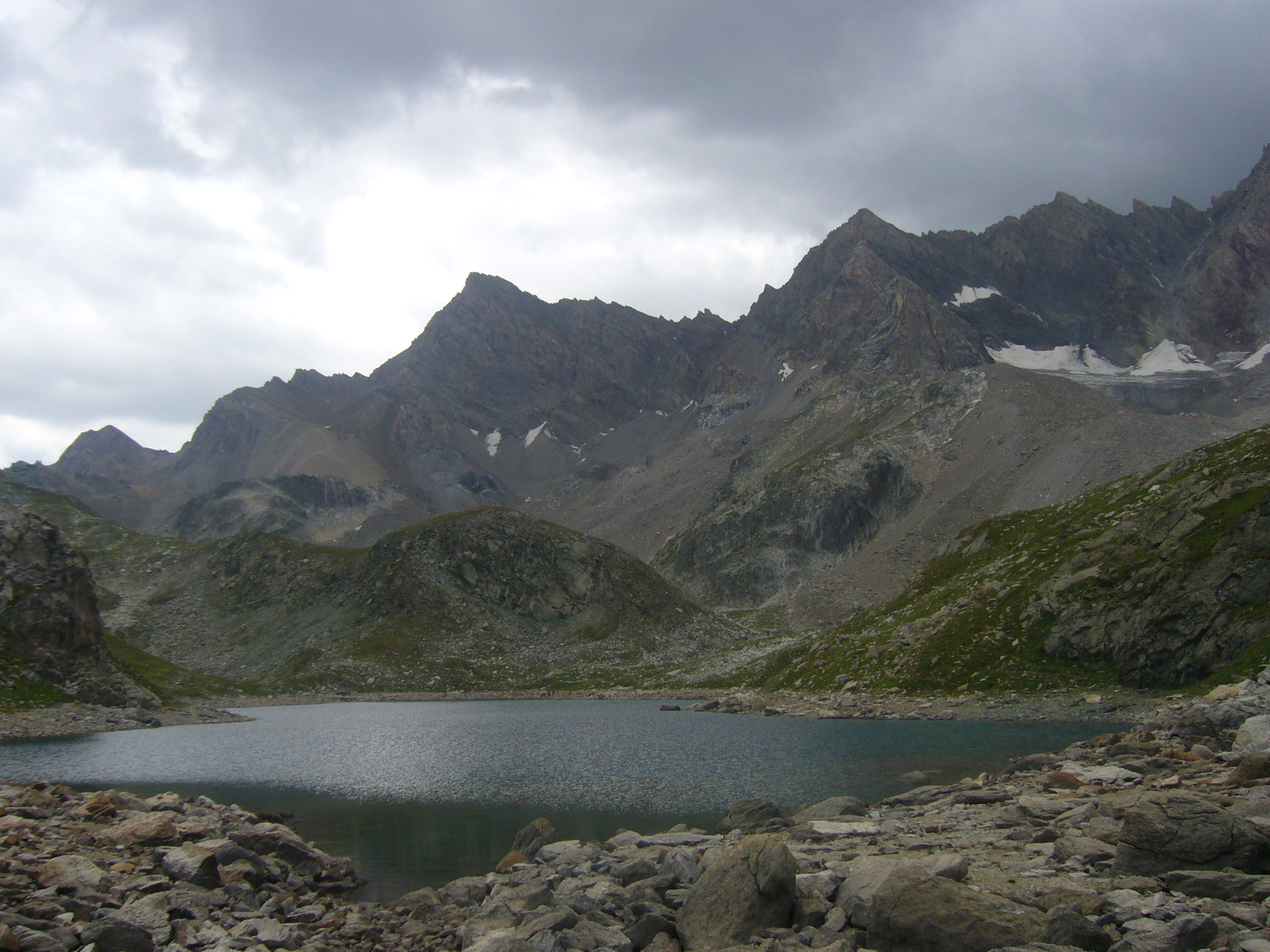
Główne jezioro Marinets (Alpy francuskie)
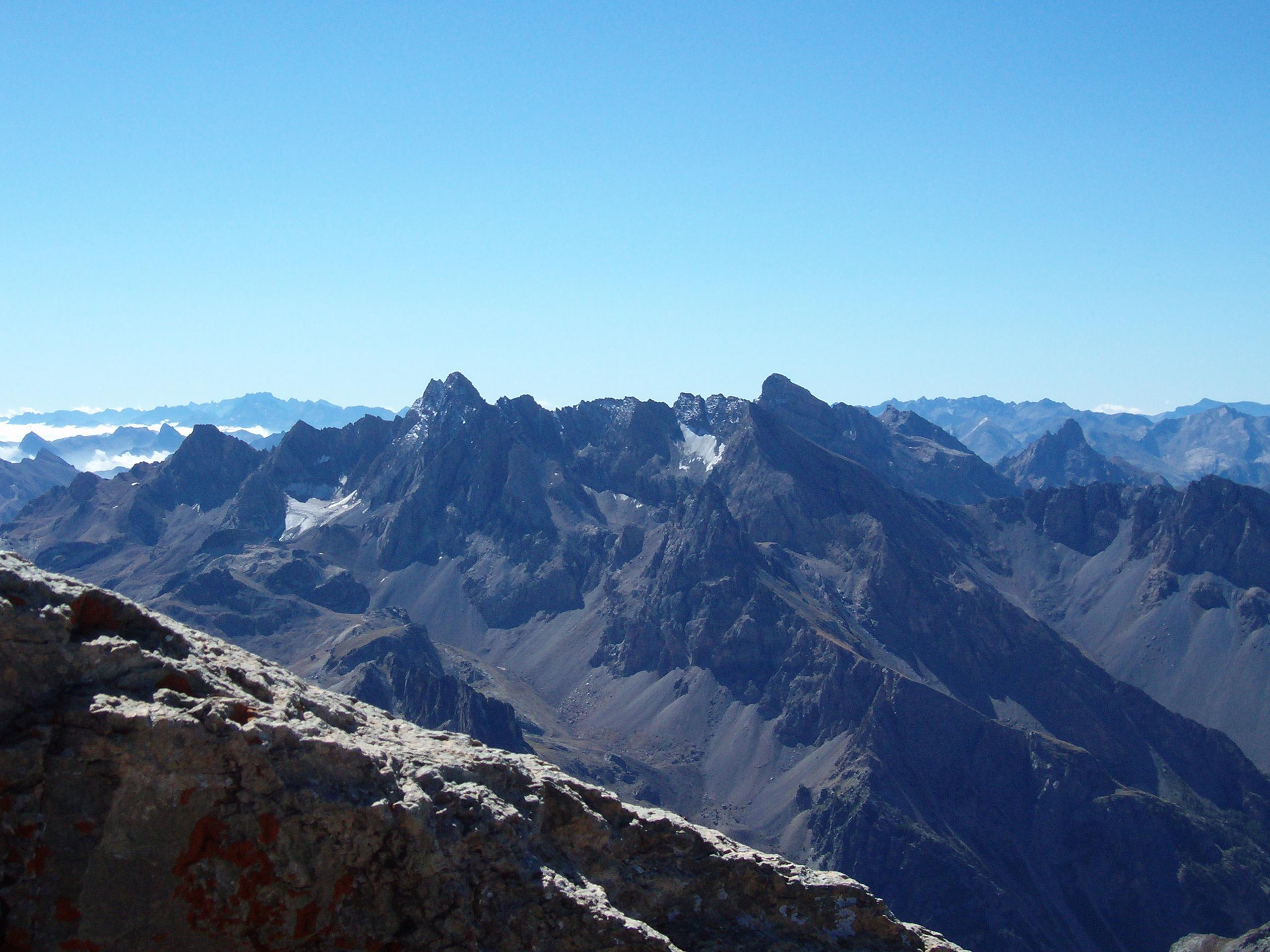
Masyw Gruppo del Chambeyron
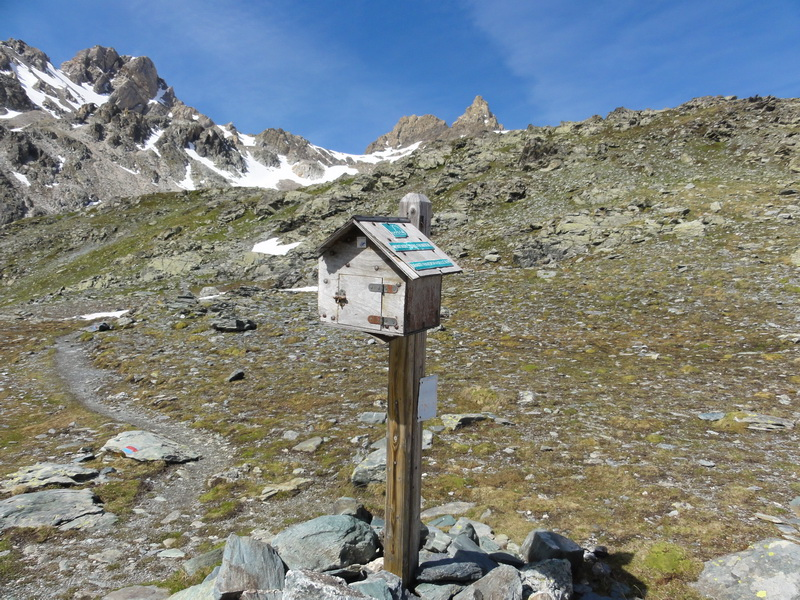
Najwyższa skrzynka pocztowa w Europie (2640 m)